# Joachim Agne
Joachim Agne (23 de septiembre de 1994) es un deportista alemán que compite en remo.
Ganó cuatro medallas en el Campeonato Mundial de Remo entre los años 2018 y 2024, y tres medallas en el Campeonato Europeo de Remo entre los años 2020 y 2025.

## Palmarés internacional
| Campeonato Mundial | Campeonato Mundial       | Campeonato Mundial | Campeonato Mundial  |
| Año                | Lugar                    | Medalla            | Prueba              |
| ------------------ | ------------------------ | ------------------ | ------------------- |
| 2018               | Plovdiv (Bulgaria)       | Medalla de oro     | Cuatro scull ligero |
| 2022               | Račice (República Checa) | Medalla de bronce  | Cuatro scull ligero |
| 2023               | Belgrado (Serbia)        | Medalla de plata   | Cuatro scull ligero |
| 2024               | St. Catharines (Canadá)  | Medalla de bronce  | Cuatro scull ligero |
| Campeonato Europeo |                          |                    |                     |
| Año                | Lugar                    | Medalla            | Prueba              |
| 2020               | Poznań (Polonia)         | Medalla de plata   | Cuatro scull ligero |
| 2022               | Múnich (Alemania)        | Medalla de plata   | Cuatro scull ligero |
| 2025               | Plovdiv (Bulgaria)       | Medalla de oro     | Doble scull ligero  |